# Numérique
On dit numérique une information qui se présente sous forme de nombres associés à une indication de la grandeur physique à laquelle ils s'appliquent, permettant les calculs, les statistiques, la vérification des modèles mathématiques. Numérique s'oppose en ce sens à « analogique » et, pour le calcul, à « algébrique ».
On a pris l'habitude de désigner comme numériques les données informatiques. Elles sont traitées par les ordinateurs, développés depuis la seconde moitié du XXe siècle à partir de machines à calculer programmables. Par extension, on appelle numérique tout ce qui fait appel à des systèmes électroniques construits sur des fonctions logiques, auxquelles se réduisent les calculs arithmétiques.
La culture numérique désigne, par extension, les relations sociales dans les circonstances où dominent les médias reposant sur ces systèmes.

## Sens propre
On dit « numérique » une information qui se présente sous forme de nombres associés à une indication de la grandeur physique à laquelle ils s'appliquent, permettant les calculs, les statistiques, la vérification des modèles mathématiques. Le calcul numérique se fait sur ces nombres, par opposition au calcul algébrique, qui se fait sur des variables désignées par un symbole.
Les données numériques sur la taille du paragraphe ci-dessus sont :
- phrases = 2
- mots = 59
- caractères = 391
- ponctuation = 7

Le membre de gauche de chacune des équations désigne la grandeur dont il est question, le nombre indique la mesure correspondante.
Ces données vont permettre l'étude par comparaison avec d'autres objets de la même classe.

### En électronique et systèmes d'information
En électronique, la notion de numérique s'oppose à celle d'analogique. Dans l’électronique analogique, les variations sont continues, tandis que dans l'électronique numérique, les valeurs utilisées sont discrètes, sous forme binaire, permettant des opérations logiques et, par association d'opérations logiques, des opérations arithmétiques dans ce que l'on appelle une unité arithmétique et logique (UAL ou en anglais ALU).
Lorsque l'on passe de documents ou signaux analogiques à des informations numériques, on parle de numérisation ; c'est la fonction d'un convertisseur analogique-numérique (CAN ou en anglais ADC). Ce type de circuit électronique est utilisé dans des appareils servant à la numérisation de signaux représentant des images : scanner, appareil photo, caméra vidéo ; des sons à partir d'un microphone ; ou de tout autre grandeur à partir de capteurs physiques ou chimiques : thermomètre, hygromètre, accéléromètre, gyroscope, sonde de pression, etc..
Réciproquement, un convertisseur numérique-analogique (CNA ou en anglais DAC) convertit des données binaires abstraites en un signal analogique, qui permettra de produire un son par la vibration d'un haut-parleur, une luminosité d'écran ou de projecteur numérique, etc.
Ces deux types de conversion sont essentiels à toute interface homme-machine et sont auxiliaires du contrôle de diverses parties d'une quantité d'appareils.

### Généralités
Les ordinateurs ont d'abord été conçus comme des machines à calculer programmables. Ils traitent par l'arithmétique et la logique des données dans laquelle la part des nombres représentant des grandeurs n'a cessé de décroître, au profit de ceux qui pointent vers des symboles et des algorithmes. Les programmeurs sont ainsi passés du calcul numérique au traitement de texte, le développant plus tard avec la correction orthographique et, aujourd'hui, la traduction automatique.
Simultanément, le secteur des télécommunications a développé la conversion des signaux électriques en suites de nombres, dans le but d'améliorer l'efficacité des transmissions. La théorie de l'information associée à cette transformation indique que tout message peut être codé sous forme numérique. Elle indique en passant que cette information se réduit à un nombre de choix binaires. L'automatisme utilise depuis longtemps le système binaire : c'est le cas des boîtes à musique, des orgues de Barbarie, du métier à tisser de Jacquard ; mais les calculatrices mécaniques étaient décimales.
Après sa conversion en données numériques, les ordinateurs peuvent traiter l'information qui décrit les supports de ces messages.
L'électronique numérique a ainsi rejoint l'informatique pour traiter une quantité croissante de documents. L'adjectif « numérique » distingue le son numérique, la photographie numérique, la vidéo numérique et le cinéma numérique de leurs versions plus anciennes fonctionnant avec des procédés analogiques.

### «Numérique» et «digital»

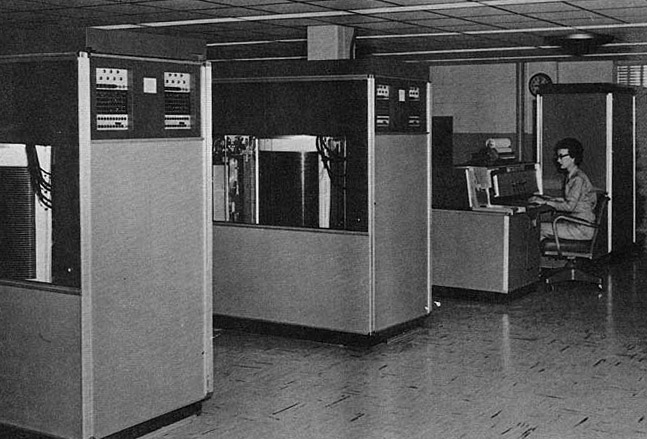
Ordinateur IBM 305 RAMAC (1956).

L'adjectif « numérique » vient du latin « numerus » (« nombre », « multitude ») et signifie « représentation par nombres ». On oppose ainsi le calcul numérique (l'arithmétique et l'analyse numérique) effectué sur des circuits logiques électroniques basés sur un système binaire représentant des nombres, au calcul littéral (par lettres, ou algèbre) et au calcul analogique, opérant sur des grandeurs électriques pouvant prendre des valeurs continues.
Devenu substantif, « le numérique » désigne maintenant dans le langage courant, les technologies de l'information et de la communication, et « numérisation », le basculement des spécialités vers ces technologies. On trouve aussi en français et dans beaucoup d'autres langues le mot « digital », calqué sur l'équivalent américain. En anglais, le latin « digitus » qui signifie « doigt » a donné « digit » qui désigne un chiffre (0 à 9), et de là  « digital », qui s'applique à un calculateur électronique dès 1945,. En 1964, l'Histoire générale des sciences présente « l'histoire des machines dites numériques ou digitales ». En anglais digital ne s'applique qu'au calcul électronique et à l'informatique, sans faire la différence que l'on trouve en français pour le mot numérique tiraillé entre un usage mathématique et statistique et une application aux ordinateurs.
Soumis aux modes, aux variations, aux stratégies de communication, et à la pression de la langue anglaise, le français hésite entre « numérique » et « digital ». Les instances terminologiques officielles française (2000, 2013 et 2021) et québécoise (2018) ont dit leur préférence pour l'utilisation de numérique, mais l'usage de digital se perpétue en français. Par exemple, en 2014, la Commission européenne crée un « Digital Champion » et Gilles Babinet suggère « un électrochoc digital pour les sociétés du CAC40 » alors qu'un an auparavant, il se posait dans le même journal la question « Le CAC 40 survivra-t-il au choc numérique à venir ? ». Le contexte guide en cas d'ambiguïté. Sauf trait d'humour, « empreinte digitale » n'est pas synonyme de « empreinte numérique ».

### Définition des données numériques
Prise dans son sens strict, une donnée numérique n'est pas nécessairement informatique :
Le profil d'une route est un objet à deux dimensions, la distance à l'origine, et l'altitude.
1. Échantillonnage spatial : on divise la longueur de la route en segments (de 100 m par exemple) ;
2. On mesure (ou calcule) l'altitude à l'extrémité de chaque segment ;
3. Quantification : on arrondit cette altitude à une valeur, par exemple au quart de mètre près ;
4. Encodage : on transforme la valeur arrondie en un signe permettant de la retrouver (par exemple, le nombre de quarts de mètre depuis le niveau de la mer).

Les valeurs recueillies et organisées dans un tableau sont des données numériques, même si elles sont inscrites dans un tableau sur une feuille de papier ; la représentation analogique du profil de la route est le dessin de la suite de segments inclinés.
Les ordinateurs ne peuvent traiter que des données numériques. Ils facilitent la compilation et les calculs sur ces données pour obtenir une description plus synthétique :
1. On calcule la dénivelée pour chaque segment (différence d'altitude entre ses extrémités) ;
2. On quantifie cette valeur (au mètre près) ;
3. On fusionne les segments consécutifs dont la dénivelée quantifiée est égale ;
4. On produit une suite de couples de nombres (longueur, dénivelée) qui, avec l'altitude de l'origine, décrit le profil de la route.

Dans le contexte de l'informatique et des dispositifs d'électronique numérique, numérique (en anglais digital) prend un sens précis. Une donnée numérique est une suite de caractères et de nombres qui constituent une représentation discrète d'un objet.
La représentation numérique de l'information utilise, pour représenter les caractères, c'est-à-dire des signes conventionnels comme les chiffres, les lettres, les codes d'opérations, etc.), des nombres entiers positifs qu'on peut comprendre comme numéro d'index dans une table de correspondance. Les nombres, quant à eux, sont représentés par des codes dans des formats définis à l'avance comme entier, virgule flottante, etc. Les logiciels indiquent aux machines la façon dont elles doivent traiter ces différents types de données, qui sont dans tous les cas des séquences de chiffres binaires.

### La numérisation
Le substantif numérisation peut désigner :
- la description d'un document physique par un fichier numérique ;
- la conversion d'un signal électrique analogique en un flux numérique ;
- l'entreprise de conversion des fonds documentaires datant des époques technologiques précédentes.

Elle comporte deux actions complémentaires : l'échantillonnage (en anglais sampling) et la quantification.

## Numérique au sens d'informatique

### Informatisation de la société

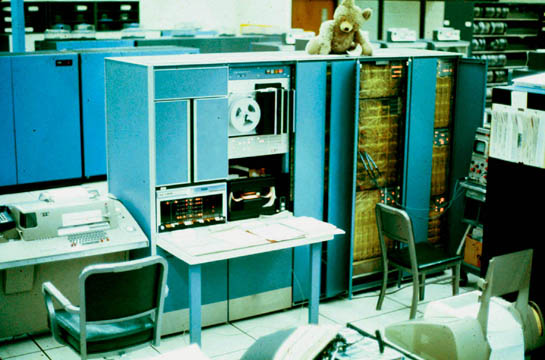
Mini-ordinateur PDP8, années 1970.

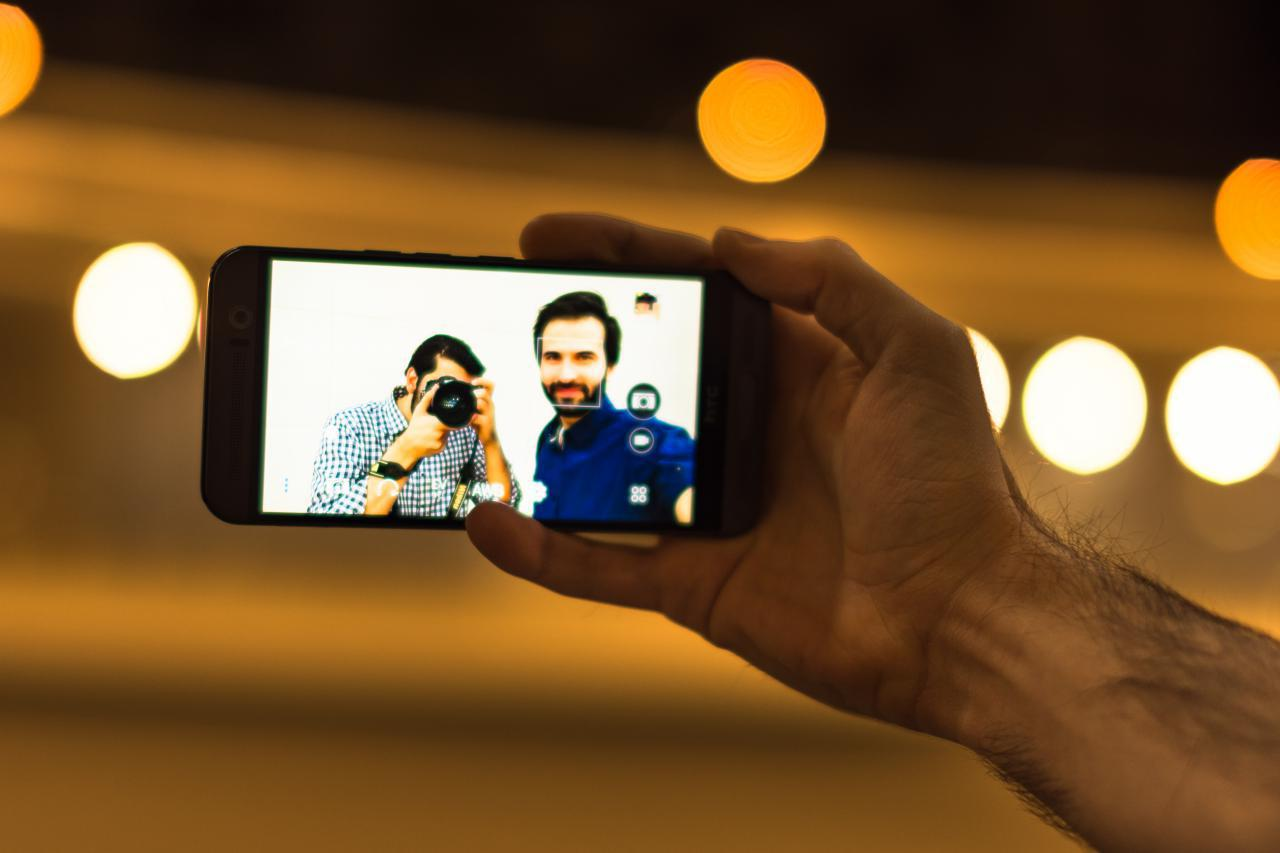
Selfie avec smartphone et appareil photo numérique, 2019.

L'industrialisation des processeurs et de l'ordinateur à partir des années 1970 a transformé profondément certaines technologies et services. On a pu parler de « révolution numérique », au sens où le calcul numérique s'oppose au traitement analogique de l'information. On a ainsi la télévision numérique, la radio numérique, la téléphonie numérique, le cinéma numérique, la photographie numérique, le son numérique, l'analyse médicale numérique, ou plus généralement tout appareil basé sur de l'électronique numérique.
Le mot « numérique » est « en train de devenir un mot passe-partout qui sert à définir un ensemble de pratiques qui caractérisent notre quotidien et dont nous avons peut-être encore du mal à saisir la spécificité ». Gérard Berry, constatant que le mot « numérique » a supplanté le mot « informatique » dans le discours politique et dans les médias, estime que pourtant « on ne peut comprendre le monde numérique dans sa totalité sans comprendre suffisamment ce qu’est son cœur informatique ».
L'utilisation de matériel électronique numérique a provoqué des changements au-delà de l'aspect technique annoncé depuis les années 1970. Depuis la fin des années 1990, les humanités numériques ont étudié les transformations culturelles qu'a engendrées le développement du World Wide Web. Milad Doueihi parle, dans ce sens, de « culture numérique », pour mettre l'accent sur la transformation de la vision du monde que produit la diffusion des technologies numériques.
Il n'apparaît pas cependant que cette transformation ait un rapport avec la nature numérique des informations que traitent les divers appareils. Les utilisateurs s'en soucient peu en général. La baisse du coût de la production et de la diffusion des produits culturels, catastrophique pour les industries qui en vivaient, ainsi que l'incorporation à des produits manufacturés des compétences techniques qui étaient associées à ces activités, constituent les racines du changement. La culture numérique se caractérise ainsi par la production de produits culturels par des personnes aux compétences et aux occupations les plus variées, qui viennent remplacer ceux autrefois nécessairement conçus et produits par des spécialistes. Dans le même temps, la circulation massive d'informations lisibles par des machines stimule le contrôle de ces échanges, et indirectement des personnes qui les utilisent, par les grandes organisations étatiques et privées, capables d'extraire de ces immenses flux de données des indices pertinents de leur comportement.
Plaçant le numérique dans la continuité historique des avancées techniques, Stéphane Vial propose de parler du « système technique numérique » dont il identifie trois « versants » : l’électronique (versant physique), l’informatique (versant logique des algorithmes) et les réseaux (versant réticulaire des connexions)[réf. incomplète].

### Conséquences sociales
La « gouvernementalité numérique » est l'application du concept de gouvernementalité de Michel Foucault aux modes de contrôle social qui font appel aux ordinateurs et aux réseaux numériques. Trois formes d'intervention participent à la gouvernementalité dans le contexte des réseaux numériques : l'incitation par un système d’intéressement ou de sanction, la contrainte au respect d'une norme d'expression et de publication, l'encadrement par définition de normes d’action indépendantes des compétences ou de l’équipement de ceux dont les conduites sont encadrées.
L'« aménagement numérique » concerne l'aménagement du territoire sur le plan de l'équipement numérique, notamment au niveau du déploiement de réseaux de communications électroniques, des offres de services, et de l'équipement des populations. Selon une étude consacrée aux collectivités territoriales et aux technologies de l'information et de la communication (TIC), l’irrigation des territoires en infrastructure très haut débit constitue un projet prioritaire pour les décideurs des collectivités. Les technologies du numérique sont perçues comme un atout pour l'attractivité des territoires que ce soit sur le plan de l’aménagement et du développement économique ou de la relation citoyen.

### L'empreinte numérique
L'expression « empreinte numérique » est une métonymie qui se réfère à des sens différents du mot « empreinte » selon le domaine.
En gestion de documents électroniques, « empreinte numérique » se réfère aux empreintes digitales dans l'anthropométrie judiciaire et désigne un identificateur permettant de vérifier rapidement l'intégrité d'un fichier obtenu en hachant la totalité de ses données, synonyme familier de condensat en cryptologie.
Dans les médias, « empreinte numérique » se réfère aux empreintes de pas sur le sol, et désigne l'ensemble des traces laissées volontairement ou non par un usager dans les serveurs, moteurs de recherche, systèmes de sauvegarde, messageries, et tous les services de l'internet en général.
Dans son sens lié à la communication par des moyens électroniques, où la limite entre le domaine public et le domaine privé est indéfinie, l'empreinte numérique est un objet stratégique diffus lié à la réputation numérique, que les personnes et sociétés émettrices peuvent chercher à maîtriser, et d'autres à acquérir et exploiter par des procédés d'exploration de données. « L’importance de l’empreinte numérique va se renforcer avec la virtualisation des échanges », écrit Daniel Bretonès en 2009.

### Impact environnemental
Les promoteurs des technologies de l'information et de la communication soutiennent que les flux d'information, qu'ils disent « dématérialisés », réduisent l'impact des activités humaines sur l'environnement, en diminuant les ponctions sur les ressources naturelles par une meilleure organisation de la production et de la consommation. Les critiques de l'usage des techniques numériques estiment que la réduction est illusoire, et que cette perception se fonde sur la discrétion des consommations numériques, opposée à la visibilité des moyens de transmission matériels, comme dans le cas d'un courriel remplaçant un courrier. La plus grande disponibilité de la ressource entraîne par un effet rebond l'augmentation de la consommation, réduisant ou annulant le gain. L'impact environnemental des activités humaines ne semble pas fortement lié à une technologie particulière.
La consommation énergétique globale des utilisateurs, des réseaux et des centres informatiques est estimée en 2022 à 4,2% des énergies primaires et 5,5% de l’électricité, en augmentation de 9 % chaque année. Elle est à l’origine d’environ 4% des émissions de gaz à effet de serre — liés au réchauffement climatique — dans le monde. La fabrication des appareils électroniques qu'utilise le numérique, principalement terminaux et infrastructures de réseau, dont l'obsolescence rapide oblige à un constant renouvellement et crée une quantité de déchets, participe grandement à son impact environnemental global.